# Colline des musées
Colline des musées (česky Kopec muzeí) je síť čtyř muzeí, která se nacházejí v okolí kopce Chaillot v 16. obvodu v Paříži. Jedná se o tři státní muzea Cité de l'architecture et du patrimoine, Palais de Tokyo a Musée du quai Branly a městské muzeum Musée d'art moderne de la Ville de Paris. Realizace vzešla z inspirace u mnohem známějšího projektu Museumsinsel (Ostrov muzeí) v Berlíně.
V květnu 2009 byl zahájen projekt, který nabízí vzájemné zvýhodněné pětidenní vstupné do partnerských muzeí. Do budoucna se uvažuje rozšíření této služby i na další muzea a galerie.